# Songs in a Mellow Mood
Songs in a Mellow Mood es el segundo álbum de Ella Fitzgerald.

## Canciones
Lado Uno
1. "I'm Glad There Is You" (Jimmy Dorsey, Paul Mertz) – 3:10
2. "What Is There to Say?" (Vernon Duke, Yip Harburg) – 3:22
3. "People Will Say We're in Love" (Oscar Hammerstein II, Richard Rodgers) – 3:12
4. "Please Be Kind" (Sammy Cahn, Saul Chaplin) – 3:36
5. "Until the Real Thing Comes Along" (Cahn, Chaplin, L.E. Freeman, Mann Holiner, Alberta Nichols) – 2:58
6. "Makin' Whoopee" (Walter Donaldson, Gus Kahn) – 3:07

Side Two 
1. "Imagination" (Johnny Burke, Jimmy Van Heusen) – 2:38
2. "Stardust" (Hoagy Carmichael, Mitchell Parish) – 4:03
3. "My Heart Belongs to Daddy" (Cole Porter) – 2:39
4. "You Leave Me Breathless" (Ralph Freed, Frederick Hollander) – 3:07
5. "Baby, What Else Can I Do?" (Walter Hirsch, Ralph Marks) – 3:50
6. "Nice Work If You Can Get It" (George Gershwin, Ira Gershwin) – 2:38

## Personal
- Ella Fitzgerald - vocales
- Ellis Larkins - piano

- Datos: Q1279475